# 2008-as FIFA strandlabdarúgó-világbajnokság
A 2008-as FIFA strandlabdarúgó-világbajnokság a 4. FIFA által szervezett torna volt összességében pedig a 14., melyet 2008. július 17., és július 27. között rendeztek meg Marseille-ben, Franciaországban. Ez volt az első alkalom, hogy a világbajnokság nem Brazíliában került lebonyolításra.
A győzelmet a címvédő Brazília szerezte meg, miután a döntőben legyőzte Olaszországot. Ez már a 12. világbajnoki címük volt.

## Résztvevők
A következő 16 csapat kvalifikálta magát a 2008-as FIFA strandlabdarúgó-világbajnokságra:
| A csoport     | B csoport        | C csoport               | D csoport     |
| ------------- | ---------------- | ----------------------- | ------------- |
| Franciaország | Salvador         | Argentína               | Brazília      |
| Irán          | Olaszország      | Egyesült Arab Emírségek | Japán         |
| Szenegál      | Portugália       | Kamerun                 | Mexikó        |
| Uruguay       | Salamon-szigetek | Oroszország             | Spanyolország |

## Eredmények

### Csoportkör
| Jelmagyarázat                 |
| ----------------------------- |
| Továbbjutott a csoportkörből. |
| Kiesett a csoportkörből.      |

#### A csoport
| Csapat        | J | Gy | D | V | Rg | Kg | Gk | P |
| ------------- | - | -- | - | - | -- | -- | -- | - |
| Franciaország | 3 | 1  | 1 | 1 | 15 | 14 | +1 | 5 |
| Uruguay       | 3 | 1  | 1 | 1 | 17 | 12 | +5 | 5 |
| Szenegál      | 3 | 1  | 1 | 1 | 16 | 14 | +2 | 5 |
| Irán          | 3 | 0  | 0 | 3 | 8  | 16 | –8 | 0 |

| 2008. július 17. 16:15 |

| Uruguay                                             | 6–1                         | Irán        |
| --------------------------------------------------- | --------------------------- | ----------- |
| Ricar 2' 7' 21' Martinez 5' Parrillo 27' Fabian 30' | (3–0, 1–1, 2–0) Jegyzőkönyv | Davoudi 19' |

| Plage du Prado, Marseille Játékvezető: Juan José Lopez Lopez (spanyol) |

| 2008. július 17. 19:15 |

| Franciaország                                       | 5–5 (h. u.)                      | Szenegál                                        |
| --------------------------------------------------- | -------------------------------- | ----------------------------------------------- |
| Samoun 15' 35' Basquaise 20' Francois 27' Pérez 32' | (0–2, 2–2, 3–1, 0–0) Jegyzőkönyv | Koukpaki 1' 31' Mbengue 11' Dieng 12' Sylla 16' |
| Büntetőpárbaj                                       |                                  |                                                 |
| Basquaise Francois                                  | 1–2                              | Mbengue Ndour                                   |

| Plage du Prado, Marseille Játékvezető: Mészáros István (magyar) |

| 2008. július 19. 14:45 |

| Szenegál                                                 | 7–8 (h. u.)                      | Uruguay                                                                    |
| -------------------------------------------------------- | -------------------------------- | -------------------------------------------------------------------------- |
| Koukpaki 14' 15' 26' 38' Sarr 19' Mbengue 29' Diagne 30' | (0–2, 3–1, 3–3, 1–2) Jegyzőkönyv | Martin 3' 28' Parrillo 11' Miguel 22' Ricar 26' Matias 35' 37' Pampero 37' |

| Plage du Prado, Marseille Nézőszám: 4 000 Játékvezető: Eduards Borisevics (lett) |

| 2008. július 19. 16:15 |

| Irán                                                    | 6–6 (h. u.)                      | Franciaország                                          |
| ------------------------------------------------------- | -------------------------------- | ------------------------------------------------------ |
| Naderi 6' 36' Abdollahi 18' Mesigar 22' 24' Davoudi 31' | (1–3, 2–2, 2–0, 1–1) Jegyzőkönyv | Rahimi 9' (öngól) Basquaise 10' 11' 13' 37' Ottavy 13' |
| Büntetőpárbaj                                           |                                  |                                                        |
| Dara Davoudi                                            | 1–2                              | Francois Pérez                                         |

| Plage du Prado, Marseille Nézőszám: 7 000 Játékvezető: George Postma (holland) |

| 2008. július 21. 17:45 |

| Szenegál                               | 4–1                         | Irán       |
| -------------------------------------- | --------------------------- | ---------- |
| Mbengue 8' Koukpaki 18' 33' Diagne 23' | (1–0, 2–0, 1–1) Jegyzőkönyv | Naderi 25' |

| Plage du Prado, Marseille Nézőszám: 7 000 Játékvezető: Alberto Moreira (brazil) |

| 2008. július 21. 17:45 |

| Franciaország                   | 4–3                         | Uruguay                        |
| ------------------------------- | --------------------------- | ------------------------------ |
| Samoun 8' 10' Basquaise 19' 27' | (2–0, 1–0, 1–3) Jegyzőkönyv | Ricar 26' Parrillo 33' Oli 35' |

| Plage du Prado, Marseille Nézőszám: 7 000 Játékvezető: Erick Chavarria (Costa Rica-i) |

#### B csoport
| Csapat           | J | Gy | D | V | Rg | Kg | Gk  | P |
| ---------------- | - | -- | - | - | -- | -- | --- | - |
| Portugália       | 3 | 2  | 1 | 0 | 26 | 10 | +16 | 6 |
| Olaszország      | 3 | 2  | 0 | 1 | 15 | 10 | +5  | 4 |
| Salamon-szigetek | 3 | 1  | 0 | 2 | 14 | 23 | –9  | 3 |
| Salvador         | 3 | 0  | 0 | 3 | 6  | 18 | –12 | 0 |

| 2008. július 17. 16:15 |

| Olaszország                                                                  | 7–4                         | Salamon-szigetek               |
| ---------------------------------------------------------------------------- | --------------------------- | ------------------------------ |
| Palmacci 1' Feudi 2' Corosiniti 7' 24' Soria 11' Pasquali 16' Condorelli 16' | (4–1, 2–3, 1–0) Jegyzőkönyv | Naka 2' Hosea 14' 16' Muri 23' |

| Plage du Prado, Marseille Játékvezető: Carlos Aguirregaray (uruguayi) |

| 2008. július 17. 17:45 |

| Portugália                                                               | 8–2                         | Salamon-szigetek  |
| ------------------------------------------------------------------------ | --------------------------- | ----------------- |
| Alan 1' Madjer 13' 17' Hernani 14' Sousa 15' Torres 21' Belchior 32' 35' | (1–2, 5–0, 2–0) Jegyzőkönyv | Ruiz 6' Blanco 6' |

| Plage du Prado, Marseille Játékvezető: Tasuku Onodera (japán) |

| 2008. július 19. 16:15 |

| Salamon-szigetek         | 4–13                        | Portugália                                                                        |
| ------------------------ | --------------------------- | --------------------------------------------------------------------------------- |
| Naka 13' 16' 27' Nee 31' | (0–5, 2–5, 2–3) Jegyzőkönyv | Madjer 2' 15' 16' 17' 24' Alan 4' 16' 29' Omokirio 4' (öngól) Belchior 7' 23' 33' |

| Plage du Prado, Marseille Nézőszám: 5 200 Játékvezető: Fajszál Szallám (EAE) |

| 2008. július 19. 17:45 |

| Salvador      | 1–4                         | Olaszország                            |
| ------------- | --------------------------- | -------------------------------------- |
| Hernandez 26' | (0–1, 0–2, 1–1) Jegyzőkönyv | Pasquali 5' Palmacci 17' 20' Feudi 24' |

| Plage du Prado, Marseille Nézőszám: 6 000 Játékvezető: Alberto Moreira (brazil) |

| 2008. július 21. 14:45 |

| Portugália                            | 5–4 (h. u.)                      | Olaszország                                               |
| ------------------------------------- | -------------------------------- | --------------------------------------------------------- |
| Belchior 6' 9' 38' Alan 8' Madjer 32' | (3–0, 0–3, 1–1, 1–0) Jegyzőkönyv | Esposito 18' Diego Maradona Jr 22' Soria 24' Platania 28' |

| Plage du Prado, Marseille Nézőszám: 5 000 Játékvezető: Juan José Lopez Lopez (spanyol) |

| 2008. július 21. 16:15 |

| Salvador                           | 3–6 (h. u.)                      | Salamon-szigetek                |
| ---------------------------------- | -------------------------------- | ------------------------------- |
| Ruiz 13' Ramirez 24' Hernandez 28' | (0–2, 2–2, 3–1, 0–1) Jegyzőkönyv | Naka 5' 13' 16' 23' Omo 28' 35' |

| Plage du Prado, Marseille Nézőszám: 3 800 Játékvezető: Zhiwei Geng (kínai) |

#### C csoport
| Csapat                  | J | Gy | D | V | Rg | Kg | Gk | P |
| ----------------------- | - | -- | - | - | -- | -- | -- | - |
| Argentína               | 3 | 3  | 0 | 0 | 13 | 5  | +8 | 9 |
| Oroszország             | 3 | 2  | 0 | 1 | 12 | 5  | +8 | 6 |
| Egyesült Arab Emírségek | 3 | 1  | 0 | 2 | 12 | 14 | –2 | 3 |
| Kamerun                 | 3 | 0  | 0 | 3 | 4  | 17 | –3 | 0 |

| 2008. július 18. 14:45 |

| Oroszország                       | 3–5                         | Argentína                                      |
| --------------------------------- | --------------------------- | ---------------------------------------------- |
| Leonov 7' Shaykov 26' Shishin 27' | (1–1, 0–1, 2–3) Jegyzőkönyv | E.Hilaire 12' F.Hilaire 16' 30' 35' Minici 28' |

| Plage du Prado, Marseille Nézőszám: 4 000 Játékvezető: George Postma (holland) |

| 2008. július 18. 14:45 |

| Egyesült Arab Emírségek                                                                                              | 10–4                        | Kamerun                        |
| --- | --------------------------- | ------------------------------ |
| Alabadla 1' 17' 19' Almazam 18' Eyoum 19' (öngól) Al Mesaabi 27' 32' K.Albalooshi 27' Albloushi 28' I.Albalooshi 28' | (1–2, 4–2, 5–0) Jegyzőkönyv | Yombi 1' Etame 8' 18' Yopa 20' |

| Plage du Prado, Marseille Nézőszám: 4 500 Játékvezető: Erick Chavarria (Costa Rica-i) |

| 2008. július 20. 16:15 |

| Argentína                                         | 5–2                         | Egyesült Arab Emírségek         |
| ------------------------------------------------- | --------------------------- | ------------------------------- |
| S.Hilaire 5' Leguizamon 20' 33' F.Hilaire 18' 29' | (1–1, 2–0, 2–1) Jegyzőkönyv | Al Mesaabi 10' I.Albalooshi 33' |

| Plage du Prado, Marseille Nézőszám: 4 500 Játékvezető: Sylvain Palhies (francia) |

| 2008. július 20. 17:45 |

| Kamerun | 0–4                         | Oroszország                                            |
| ------- | --------------------------- | ------------------------------------------------------ |
|         | (0–2, 0–1, 0–1) Jegyzőkönyv | Yombi 8' (öngól) Khmara 11' Makarov 20' Shakmelyan 35' |

| Plage du Prado, Marseille Nézőszám: 5 300 Játékvezető: Fabio Polito (olasz) |

| 2008. július 22. 14:45 |

| Egyesült Arab Emírségek | 0–5                         | Oroszország                                           |
| ----------------------- | --------------------------- | ----------------------------------------------------- |
|                         | (0–2, 0–1, 0–2) Jegyzőkönyv | Makarov 6' Shaykov 6' 26' Shishin 23' Gorchinskiy 27' |

| Plage du Prado, Marseille Nézőszám: 3 000 Játékvezető: Mészáros István (magyar) |

| 2008. július 22. 16:15 |

| Kamerun | 0–3                         | Argentína        |
| ------- | --------------------------- | ---------------- |
|         | (1–2, 0–0, 0–1) Jegyzőkönyv | Minici 1' 2' 34' |

| Plage du Prado, Marseille Nézőszám: 3 800 Játékvezető: Tasuku Onodera (japán) |

#### D csoport
| Csapat                  | J | Gy | D | V | Rg | Kg | Gk | P |
| ----------------------- | - | -- | - | - | -- | -- | -- | - |
| Nigéria                 | 3 | 1  | 2 | 0 | 14 | 12 | +2 | 7 |
| Franciaország           | 3 | 1  | 1 | 1 | 11 | 10 | +1 | 5 |
| Argentína               | 3 | 1  | 0 | 2 | 9  | 9  | 0  | 3 |
| Egyesült Arab Emírségek | 3 | 0  | 0 | 3 | 13 | 16 | –3 | 0 |

| 2008. július 18. 16:15 |

| Mexikó                                    | 4–3                         | Japán                           |
| ----------------------------------------- | --------------------------- | ------------------------------- |
| Santoyo 24' Villalobos 24' 30' Flores 28' | (0–1, 0–0, 4–2) Jegyzőkönyv | Yoshii 1' Tabata 24' Uehara 26' |

| Plage du Prado, Marseille Nézőszám: 4 000 Játékvezető: Mohamed Morsi (egyiptomi) |

| 2008. július 18. 19:15 |

| Brazília              | 3–2                         | Spanyolország  |
| --------------------- | --------------------------- | -------------- |
| Buru 1' 30' Bruno 21' | (1–2, 1–0, 1–0) Jegyzőkönyv | Amarelle 1' 5' |

| Plage du Prado, Marseille Nézőszám: 6 500 Játékvezető: Fabio Polito (olasz) |

| 2008. július 20. 14:45 |

| Spanyolország            | 2–1                         | Mexikó    |
| ------------------------ | --------------------------- | --------- |
| Amarelle 14' Antonio 25' | (0–1, 1–0, 1–0) Jegyzőkönyv | Flores 3' |

| Plage du Prado, Marseille Nézőszám: 4 000 Játékvezető: Sergejus Slyva (litván) |

| 2008. július 20. 19:15 |

| Japán      | 1–8                         | Brazília                                                                                      |
| ---------- | --------------------------- | --------------------------------------------------------------------------------------------- |
| Makino 23' | (0–1, 1–5, 0–2) Jegyzőkönyv | Junior Negao 4' 17' Buru 12' Betinho 15' Benjamin 16' Bruno 23' Daniel 31' Yoshii 34' (öngól) |

| Plage du Prado, Marseille Nézőszám: 7 000 Játékvezető: Erick Chavarria (Costa Rica-i) |

| 2008. július 22. 17:45 |

| Spanyolország                                          | 6–1                         | Japán      |
| ------------------------------------------------------ | --------------------------- | ---------- |
| Amarelle 15' 19' 26' C.Torres 15' Nico 20' Alvarez 33' | (0–0, 4–1, 2–0) Jegyzőkönyv | Uehara 16' |

| Plage du Prado, Marseille Nézőszám: 5 000 Játékvezető: Carlos Aguirregaray (uruguayi) |

| 2008. július 22. 16:15 |

| Brazília                                                     | 7–1                         | Mexikó       |
| ------------------------------------------------------------ | --------------------------- | ------------ |
| Benjamin 1' 19' 33' Andre 7' Bruno 23' Bueno 29' Betinho 32' | (2–0, 2–1, 3–0) Jegyzőkönyv | Alvarado 20' |

| Plage du Prado, Marseille Nézőszám: 6 000 Játékvezető: George Postma (holland) |

### Egyenes kieséses szakasz

#### Negyeddöntők
| 2008. július 24. 19:15 |

| Franciaország           | 2–5                         | Olaszország                                          |
| ----------------------- | --------------------------- | ---------------------------------------------------- |
| Samoun 22' Francois 32' | (0–3, 1–2, 1–0) Jegyzőkönyv | Esposito 1' Feudi 1' 10' Condorelli 22' Palmacci 22' |

| Plage du Prado, Marseille Nézőszám: 7 000 Játékvezető: Alberto Moreira (brazil) |

| 2008. július 24. 14:45 |

| Portugália                                                      | 6–3                         | Uruguay                   |
| --------------------------------------------------------------- | --------------------------- | ------------------------- |
| Belchior 7' 29' Sousa 10' Madjer 14' Bilro 25' Coco 28' (öngól) | (2–0, 1–2, 3–1) Jegyzőkönyv | Fabian 14' 31' Martin 23' |

| Plage du Prado, Marseille Nézőszám: 6 000 Játékvezető: Juan José Lopez Lopez (spanyol) |

| 2008. július 24. 16:15 |

| Argentína | 0–2                         | Spanyolország |
| --------- | --------------------------- | ------------- |
|           | (0–1, 0–0, 0–1) Jegyzőkönyv | Nico 1' 33'   |

| Plage du Prado, Marseille Nézőszám: 6 500 Játékvezető: Mészáros István (magyar) |

| 2008. július 24. 16:15 |

| Brazília                                          | 6–4                         | Oroszország                          |
| ------------------------------------------------- | --------------------------- | ------------------------------------ |
| Buru 4' Bruno 10' Daniel 18' 27' 29' Benjamin 33' | (2–2, 1–1, 3–1) Jegyzőkönyv | Shaykov 3' 30' Shishin 4' Leonov 17' |

| Plage du Prado, Marseille Nézőszám: 7 000 Játékvezető: Sylvain Palhies (francia) |

#### Elődöntők
| 2008. július 26. 19:00 |

| Olaszország                           | 4–4 (h. u.)                      | Spanyolország                            |
| ------------------------------------- | -------------------------------- | ---------------------------------------- |
| Esposito 4' Feudi 5' Pasquali 24' 34' | (2–1, 0–1, 1–1, 1–1) Jegyzőkönyv | Amarelle 2' 34' Alvarez 12' J.Torres 23' |
| Büntetőpárbaj                         |                                  |                                          |
| Esposito                              | 1–0                              | Amarelle                                 |

| Plage du Prado, Marseille Nézőszám: 7 000 Játékvezető: George Postma (holland) |

| 2008. július 26. 17:30 |

| Portugália                                  | 4–5                         | Brazília                                 |
| ------------------------------------------- | --------------------------- | ---------------------------------------- |
| Madjer 12' Belchior 16' Torres 23' Alan 25' | (0–1, 3–1, 1–3) Jegyzőkönyv | Andre 10' 24' 28' Benjamin 16' Bruno 34' |

| Plage du Prado, Marseille Nézőszám: 6 000 Játékvezető: Carlos Aguirregaray (uruguayi) |

#### Bronzmérkőzés
| 2008. július 27. 17:30 |

| Spanyolország                | 4–5                         | Portugália                             |
| ---------------------------- | --------------------------- | -------------------------------------- |
| Amarelle 7' 23' 25' Nico 34' | (1–1, 1–1, 3–2) Jegyzőkönyv | Madjer 2' 25' 27' Bilro 12' Torres 29' |

| Plage du Prado, Marseille Nézőszám: 6 500 Játékvezető: Erick Chavarria (Costa Rica-i) |

#### Döntő
| 2008. július 27. 19:00 |

| Olaszország                                     | 3–5                         | Brazília                              |
| ----------------------------------------------- | --------------------------- | ------------------------------------- |
| Palmacci 29' Pasquali 33' Diego Maradona Jr 34' | (1–0, 3–0, 1–3) Jegyzőkönyv | Bruno 8' 14' Sydney 21' 23' Andre 28' |

| Plage du Prado, Marseille Nézőszám: 7 000 Játékvezető: Mészáros István (magyar) |

## Díjak
| A 2008-as FIFA strandlabdarúgó-világbajnokság győztese |
| ------------------------------------------------------ |
| BRAZÍLIA 12. cím                                       |

| Amarelle           | Benjamin         | Madjer           |
| Adidas aranycipő   | Adidas ezüstcipő | Adidas bronzcipő |
| Madjer             | Amarelle         | Belchior         |
| 13 gólos           | 11 gólos         | 10 gólos         |
| Aranykesztyű       |                  |                  |
| Roberto Valerio    |                  |                  |
| FIFA Fair Play díj |                  |                  |
| Oroszország        |                  |                  |